# Lorenzo Carnelli
Lorenzo Carnelli (1887 - 1960) fou un advocat i polític uruguaià, pertanyent al Partit Nacional.
El 1925 deixà el Partit Nacional i creà el Partit Blanc Radical, de tendència centredreta. Durant les eleccions generals del 1926, va obtenir el 2,2% dels vots. El líder històric dels nacionalistes Luis Alberto de Herrera, va perdre les eleccions per només l'1% dels vots i Carnelli és sovint considerat la causa de la seva derrota.